# جرج همیلتون (هنرپیشه)
جرج استیونس همیلتون (انگلیسی: George Stevens Hamilton؛ زادهٔ ۱۲ اوت ۱۹۳۹) بازیگر اهل ایالات متحده آمریکا است. وی از سال ۱۹۵۲ میلادی تاکنون مشغول فعالیت بوده‌است.
از فیلم‌هایی که وی در آن نقش داشته‌است، می‌توان به پدرخوانده: قسمت سوم، کاسپر با وندی ملاقات می‌کند، دکتر هالیوود، کلید خاموش و زمانی برای کشتن اشاره کرد.